# Impasse de Launaguet
L'impasse de Launaguet (en occitan : androna de Launaguet) est une voie de Toulouse, chef-lieu de la région Occitanie, dans le Midi de la France.

## Situation et accès

### Description
L'impasse de Launaguet est une voie publique . Elle se trouve dans le quartier de Lalande.
Elle naît perpendiculairement à la route du même nom. Elle suit un parcours presque rectiligne, orienté à l'est. Elle se termine après 280 mètres, où elle aboutit à l'impasse du Baron qui permet de rejoindre, au nord, le chemin du Baron ou, à l'ouest, par un cheminement piétonnier, le jardin des Tourelles et le chemin du Séminaire ou l'avenue de Fronton.
La chaussée, relativement étroite, ne compte qu'une seule voie de circulation automobile à double sens. Elle n'est d'ailleurs pas bitumée sur toute sa longueur. Il n'existe pas non plus d'aménagement cyclable.

### Voies rencontrées
L'impasse de Launaguet rencontre les voies suivantes, dans l'ordre des numéros croissants :
1. Route de Launaguet
2. Impasse du Baron - accès piéton

### Transports
L'impasse de Launaguet n'est pas directement desservie par les transports en commun. Cependant, la route de Launaguet est parcourue par la ligne de bus 60. De plus, à l'ouest, l'avenue de Fronton est bien desservie par les lignes du Linéo L10 et des bus 2969. Enfin, à l'est, autour du chemin des Izards, se trouvent les arrêts des lignes de bus 4160, ainsi que la station de métro Trois-Cocus, sur la ligne de métro .
Il existe plusieurs stations de vélos en libre-service VélôToulouse à proximité de l'impasse de Launaguet : les stations no 260 (face 26 impasse du Baron) et no 261 (6 rue Van-Dyck).

## Odonymie
L'impasse tient son nom de la route de Launaguet, où elle a son origine. Il lui a été attribué lorsqu'elle a été intégrée au domaine public, en 1966.

## Patrimoine et lieux d'intérêt
- no  1 : ferme maraîchère (deuxième moitié du XIXe siècle).

- no  14 : ferme maraîchère.
La ferme maraîchère est construite dans la deuxième moitié du XIXe siècle. Elle est bâtie en brique, parallèlement à l'impasse de Launaguet, la façade principale orientée au sud. Elle s'élève sur deux niveaux, séparés par un cordon. Au niveau du comble à surcroît, les ouvertures sont ornés de jours terre cuite. Dans le jardin, la noria est bâtie en assises de brique et de galets, avec une margelle en pierre. La structure métallique de la roue et du mécanisme a été conservée[2].